# 先に愛した人
『先に愛した人』（中国語: 誰先愛上他的）は、シュー・チーイエンとシュー・ユーティン監督による2018年の台湾映画である。台湾では2018年11月2日に封切られた。第92回アカデミー賞国際長編映画賞には台湾代表作として出品されている。

## キャスト
- ロイ・チウ
- シェ・インシュエン（中国語版）
- スパーク・チェン

## 受賞とノミネート
| 賞               | 部門               | 候補                                   | 結果       |
| ---------------- | ------------------ | -------------------------------------- | ---------- |
| 第20回台北映画祭 | ナレーティブ映画賞 | 『先に愛した人』                       | 受賞       |
| 第20回台北映画祭 | 主演男優賞         | ロイ・チウ                             | 受賞       |
| 第20回台北映画祭 | 主演女優賞         | シェ・インシュエン                     | 受賞       |
| 第20回台北映画祭 | プレス賞           | 『先に愛した人』                       | 受賞       |
| 第55回金馬奨     | 作品賞             | 『先に愛した人』                       | ノミネート |
| 第55回金馬奨     | 主演男優賞         | ロイ・チウ                             | ノミネート |
| 第55回金馬奨     | 主演女優賞         | シェ・インシュエン                     | 受賞       |
| 第55回金馬奨     | 新人賞             | ジョセフ・ホアン                       | ノミネート |
| 第55回金馬奨     | 新人監督賞         | シュー・チーイエン、シュー・ユーティン | ノミネート |
| 第55回金馬奨     | オリジナル脚本賞   | シュー・ユーティン、ルー・シィユェン   | ノミネート |
| 第55回金馬奨     | 主題歌賞           | Lee Ying-hung (Bali Song)              | 受賞       |
| 第55回金馬奨     | 編集賞             | Lei Cheng-ching                        | 受賞       |